# 7301 Matsuitakafumi
7301 Matsuitakafumi este un asteroid din centura principală de asteroizi.

## Descriere
7301 Matsuitakafumi este un asteroid din centura principală de asteroizi. A fost descoperit pe 2 ianuarie 1993 la Yakiimo de Akira Natori și Takeshi Urata. Asteroidul prezintă o orbită caracterizată de o semiaxă mare de 2,59 ua, o excentricitate de 0,22 și o înclinație de 9,2° în raport cu ecliptica.